# 27341 Fabiomuzzi
27341 Fabiomuzzi là một tiểu hành tinh vành đai chính với chu kỳ quỹ đạo là 1508.3449815 ngày (4.13 năm).
Nó được phát hiện ngày 10 tháng 2 năm 2000.